# Francesco Gerloni
Francesco Gerloni (Trento, 27 dicembre 1835 – Mottola, 11 febbraio 1918) è stato un militare, scrittore, allevatore di api italiano.

## Biografia

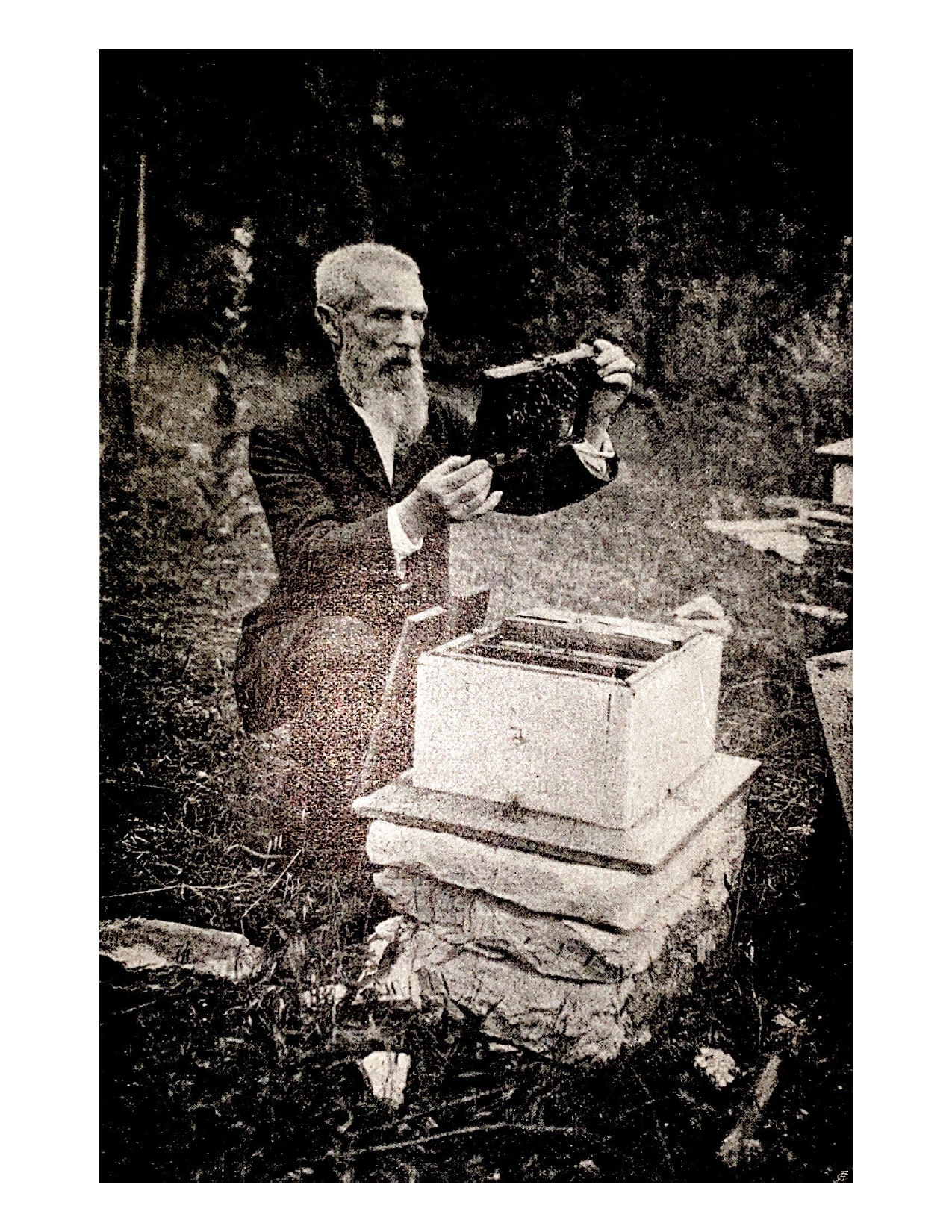
Francesco Gerloni alla ricerca dell'ape regina.

Francesco Gerloni nacque a Trento il 27 dicembre del 1835, terzo figlio di Girolamo de Gerloni e Carlotta De Negri Di Montenegro, frequentò a Trento la scuola elementare e di seguito il "Ginnasio Tridentino" a indirizzo umanistico, abbandonò la scuola al sesto anno (che corrisponde alla prima classe liceale). Raggiunta la maggiore età, si iscrisse alla scuola militare di Linz per poi arruolarsi il 10 settembre 1854 nel 38 reggimento Infanterie Regiment; cadetto della Fortschule a Mariabrunn bei Wien, dopo cinque anni di studi e di esercitazioni venne promosso a Unterlieutenant e nel febbraio 1860 venne trasferito al Linien Infanterie Regiment Großfürst Michael. Una volta ottenuta la carica di Oberlieutenant, nel novembre del 1864 decise di aggregarsi al Corpo di Massimiliano I del Messico di istanza a Lubiana, e in procinto di partire per Veracruz sulla nave Brasilian. 

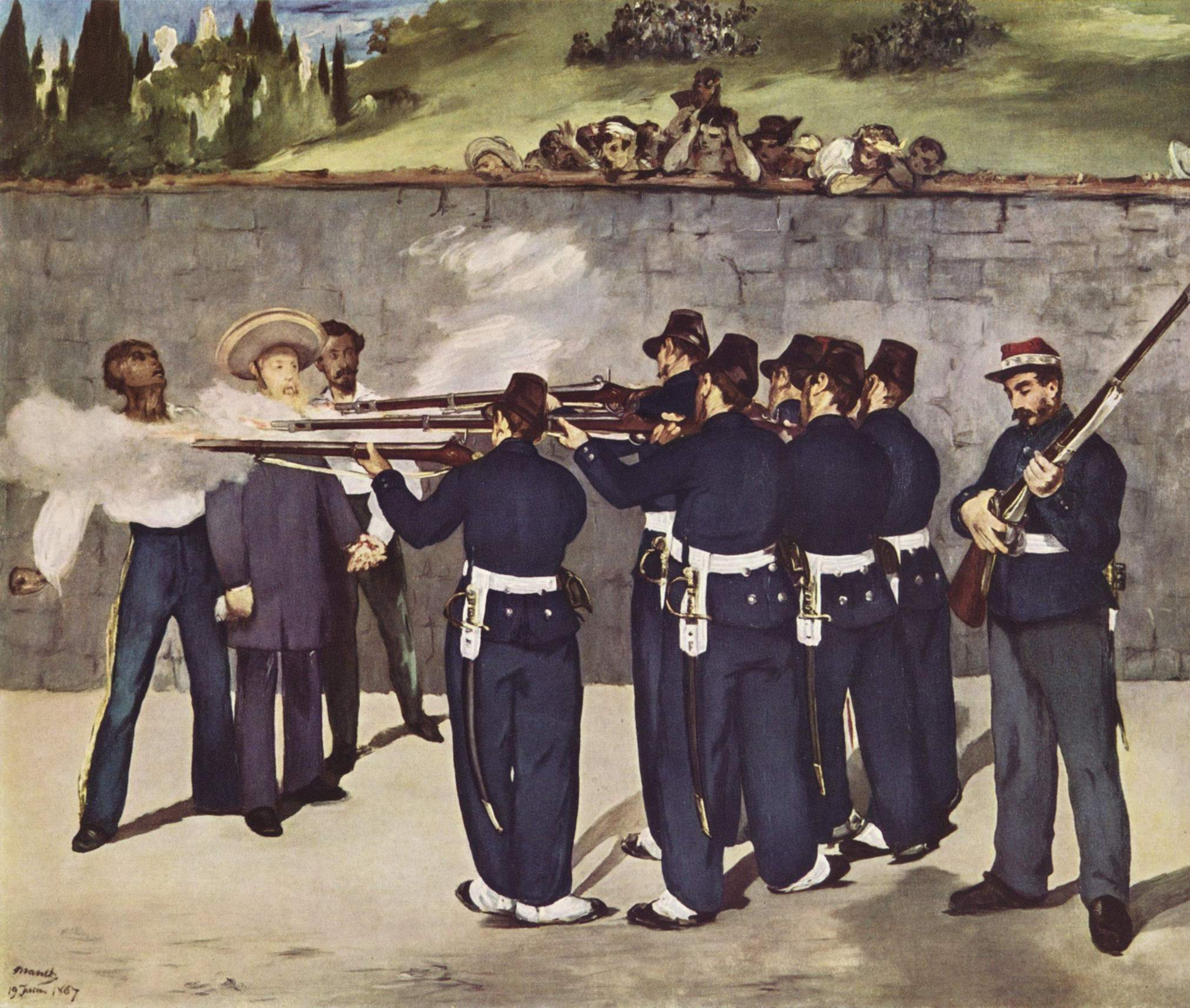
L'Esecuzione di Massimiliano I del Messico, di Édouard Manet

Data la grande conoscenza delle lingue, tra cui lo spagnolo, egli divenne interprete dell’esercito austriaco in Messico. Raggiunse le Americhe attorno al 15 gennaio 1865, dopo una sosta all’isola della Martinica. Dopo una serie di vittorie ottenute dall'Armata Imperiale, il presidente americano Abraham Lincoln, reduce della guerra di secessione, schierò 50.000 soldati per sostenere l'esercito messicano; questa azione permise al presidente del Messico Benito Juárez di opporsi all’intervento europeo in Messico. Nell’agosto del 1865 Francesco Gerloni assunse il comando dello squadrone di formazione della Gendarmeria Imperiale, supportata e guidata da Napoleone III di Francia, artefice di questo conflitto. Prima dell'assedio di Santiago de Querétaro, Napoleone III, vista la resistenza, ritirò le proprie truppe, cosa che Massimiliano I non fece, decidendo così di rimanere in Messico con i suoi contingenti. Si ritirò a Santiago de Querétaro che cadde sotto assedio messicano. Massimiliano tentò la fuga ma venne intercettato e catturato per poi essere condannato a morte dalla corte marziale. Gerloni fu uno dei pochi volontari che non disertò, rimanendo fedele a Massimiliano anche dopo la sua esecuzione. Come tutti i soldati rimasti venne catturato e reso prigioniero, ma riuscì a fuggire fingendosi morto e solo nel settembre del 1867 riuscì a tornare a Trento. Dopo la guerra del Messico, Gerloni abbandonò la vita militare e si sposò con Virginia Altenburger, con la quale ebbe un figlio (Mario Gerloni Trento, 4 dicembre 1873 - Trento 17 agosto 1969). Sfruttando la sua conoscenza delle lingue (parlava correttamente tedesco, inglese, spagnolo, italiano, francese e portoghese) venne nominato, pochi mesi dopo il suo ritorno dalla guerra, come interprete al Tribunale di Trento fino al 1910. Contemporaneamente svolgeva l'impiego di docente di bachicoltura, apicoltura, frutticoltura (e altre materie), presso l’Istituto agrario San Michele All'Adige, dove scrisse molti trattati sull'apicoltura. Inoltre insegnò francese all'Accademia di Commercio di Trento. A fine Ottocento, si dedicò allo sport unendosi a diverse associazioni a sfondo irredentistico perché pensava che queste società insegnassero l'uso armonioso e coraggioso del corpo per educare all'amore della patria. Fece parte della Società degli Alpinisti Tridentini, della Società Ginnastica di Trento e fondò il Veloce Club Trentino nel marzo 1887, dedicato al ciclismo, capostipite della Federazione Italiana Ciclistica. Dal 1868 al 1894, Gerloni continuò a condurre una vita incentrata su questi tre lavori, coltivando la sua passione per il ciclismo e continuando a scrivere trattati sull'apicoltura.

Venne eletto consigliere comunale a Trento negli anni: 1894, 1898, 1902 e nel 1906, rimase in carica fino al 1910, anno della fine del mandato. Nel 1907 partecipò a rivoluzioni accese contro le spedizioni dei pangermanisti (a Pergine nel 26 luglio, a S. Sebastiano, Folgaria e Calliano il 28 luglio). Venne quindi denunciato per partecipazione alle rivoluzioni, ma venne rilasciato. Con l’inizio della prima guerra mondiale, si trasferì a Gorizia dove si spese per tentare di convincere i soldati austriaci di lingua italiana a disertare e arruolarsi nell'esercito italiano. Data la propaganda pacifista che esercitava nei confronti dei soldati austriaci, Gerloni venne perseguitato dalle autorità che tentarono di arrestarlo. Per sfuggire, diventò "profugo volontario" in Italia, andando a Verona, Milano e Roma.
Infine raggiunse il fratello Carlo, insegnante di lettere, a Mottola. Rimase lì fino alla sua morte, avvenuta in circostanze tuttora sconosciute l’11 febbraio 1918.

## Apicoltura

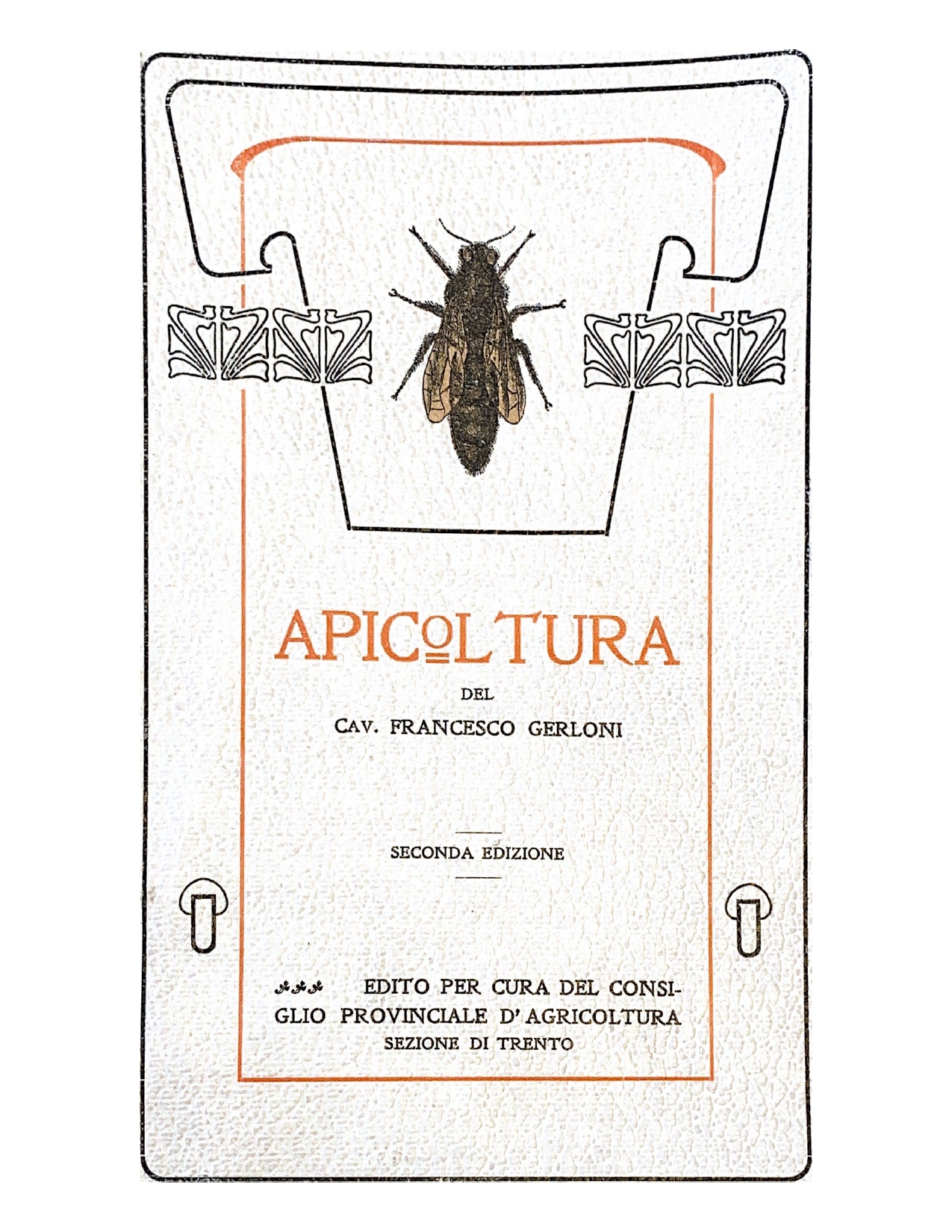
Copertina della seconda edizione di Apicoltura di Francesco Gerloni

Contemporaneamente al suo impiego in tribunale, Gerloni coltivò la passione per le api. Nel 1899 il Consiglio Provinciale dell'Agricoltura trentino gli commissionò l’incarico di visitare le valli del Trentino (Istituto agrario di San Michele all'Adige: Nasce il Consiglio di agricoltura), poiché il Ministero del Governo dell'Impero austro-ungarico aveva reso disponibile un fondo per l'apicoltura. Gerloni tenne delle conferenze nei consorzi, nati per tenere i rapporti tra i contadini e l'ente pubblico: ciò gli permise di conoscere lo stato dell'apicoltura nelle valli trentine, riservandosi di intervenire, in caso di bisogno, con gli interventi necessari.
Nel compiere il suo incarico capì che in Trentino la produzione di cera e miele avrebbero potuto essere di gran lunga superiori, se solo ci fosse stata una maggiore attenzione alla produzione e all'allevamento delle api.
Infatti egli sosteneva che il territorio si presentasse favorevole all'allevamento e che i prodotti fossero molto apprezzati dai visitatori. Inoltre notò che nel territorio si praticava l’apicoltura come occupazione accessoria e si lavorava solo con metodi tradizionali. L'apicoltura razionale, applicata con metodo scientifico, era un'esclusiva delle persone di rango superiore. Gerloni auspicava che l’apicoltura si eseguisse con rigore e non semplicemente come possesso delle api, definita anche apicoltura empirica, esercitata dai restanti apicoltori. Gerloni si accertò del fatto che in quel momento in Italia non era economicamente conveniente praticare la sola apicoltura, come invece avveniva in altri paesi quali la Boemia, la regione dell'Hannover, la Germania e la Svizzera. Nel 1900 venne pubblicata la prima edizione del suo libro “Apicoltura“ distribuita poi ai Consorzi di apicoltura.

La sua opera è suddivisa in una parte teorica dove ripercorre la storia dell'apicoltura e dei suoi prodotti, dell'organizzazione interna dello sciame e dell'habitat ideale per le api, sia nell'arnia che nella natura. Inoltre è presente una parte pratica in cui parla della gestione dell'arnia e delle api, introducendo anche l'utilizzo di attrezzi specifici. L'ultima parte presenta operazioni particolari dove argomenta il commercio dei prodotti. Per rendere il contenuto del libro accessibile a tutti gli apicoltori empirici, Gerloni decise di creare una lista delle piante più comuni con i loro nomi dialettali, in modo da agevolarne l'identificazione. In questa stesura Gerloni espresse le sue esperienze fatte in Trentino e in altri luoghi sullo studio dell’apicoltura. Nei dodici anni successivi prosegue la sua attività di docente,
e con l'aggiunta delle ulteriori esperienze, scrisse una nuova edizione del libro "Apicoltura".